# Marjoleine de Vos
Marjoleine de Vos (Oosterbeek, 19 april 1957) is schrijver, dichter, columnist en redacteur kunst bij NRC Handelsblad.
Ze schrijft over kunst, literatuur en koken, en heeft een tweewekelijkse column op de opiniepagina. Een selectie uit deze columns werd gebundeld in Nu en altijd: bespiegelingen (2000) en Het is zo vandaag als altijd (2011). Ze schreef tien jaar lang ook een column voor het opinieweekblad VolZin.
In 2000 verscheen haar eerste poëziebundel Zeehond graag die werd genomineerd voor de VSB Poëzieprijs 2002. In 2003 volgde Kat van sneeuw, daarna Het waait (2008), Uitzicht genoeg (2013), Hoe verschillig (2021) en En steeds is alles er (2023).
In 2020 publiceerde ze het wandelessay Je keek te ver. 
Ze was van 1993 tot 2010 gehuwd met dichter Tom van Deel.
De Vos kreeg in 2023 de Groenman-taalprijs, onder meer voor haar verzorgde taalgebruik.

## Bestseller 60
| Boeken met noteringen in de Nederlandse Bestseller 60 | Jaar van verschijnen | Datum van binnenkomst | Hoogste positie | Aantal weken | Opmerkingen |
| ----------------------------------------------------- | -------------------- | --------------------- | --------------- | ------------ | ----------- |
| Jou willen is je missen                               | 2008                 | 16-02-2011            | 59              | 1            |             |
| Afdalingen                                            | 2017                 | 15-03-2017            | 16              | 3            |             |
| Je keek te ver                                        | 2020                 | 06-05-2020            | 33              | 4            |             |
| En steeds is alles er                                 | 2023                 | 18-12-2023            | 15              | 8            |             |